# Páty
Páty est un village et une commune situé dans le district de Budakeszi, appartenant au comitat de Pest en Hongrie.

## Géographie
Páty est  situé sur l' axe de la route Budapest - Zsámbék. Budapest est à 25 km.

## Monuments
. l'église réformée,

. l'église catholique, 

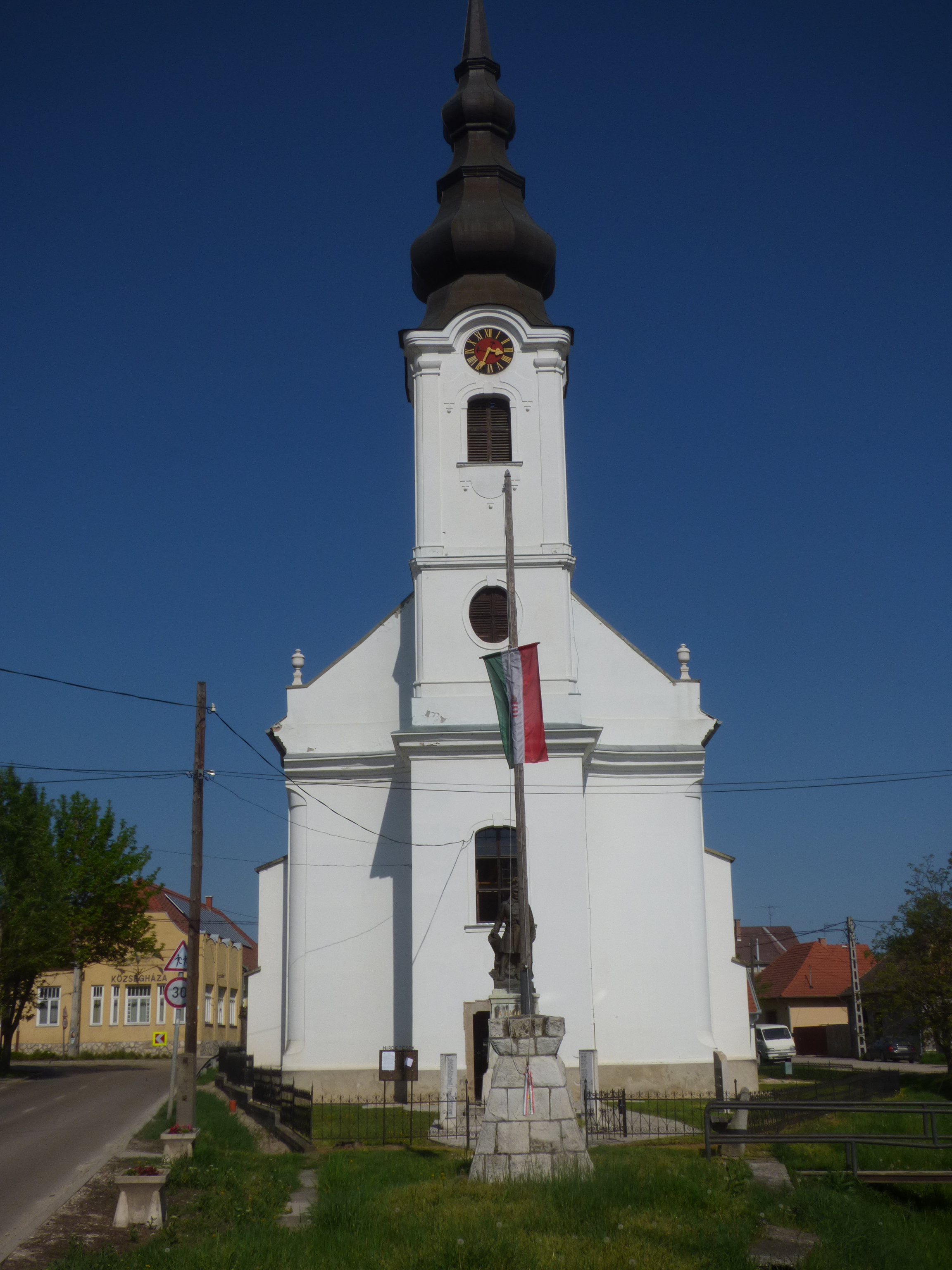
Léglise réformée
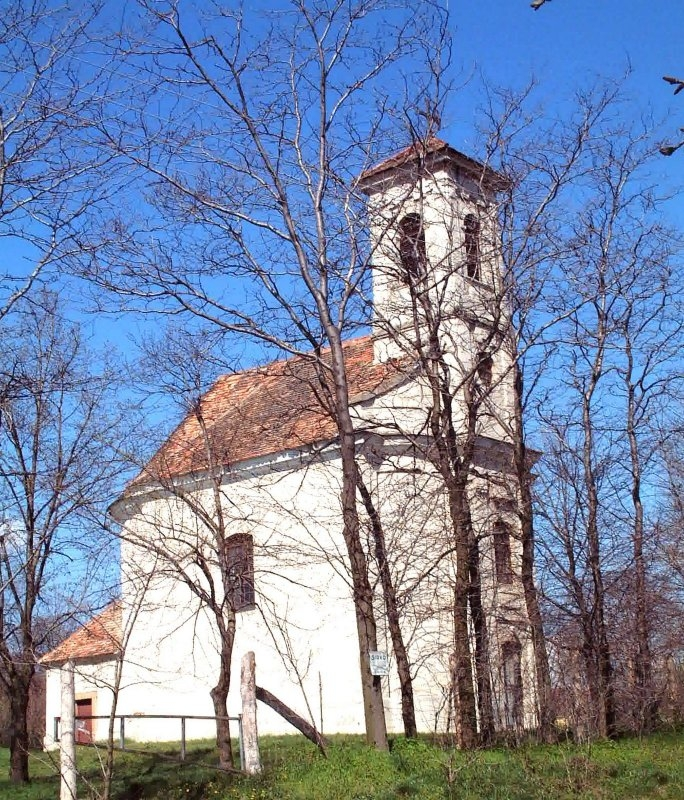
Léglise catholique